# SNECMA C.450

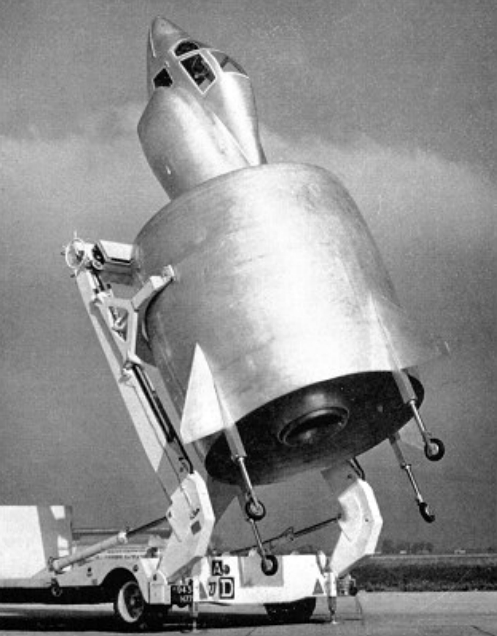
SNECMA Coléoptère 1959

Die SNECMA C.450 Coléoptère war ein VTOL-Experimentalflugzeug, in welchem zwei unkonventionelle Konzepte vereint wurden: Es handelte sich um einen Heckstarter mit Ringflügel. Wie bei der US-amerikanischen Ryan X-13 nutzte man ein Strahltriebwerk, jedoch kam die Coléoptère ohne Startrampe aus. Stattdessen waren an der hinteren Kante des Ringflügels feste Rollen angebracht, auf denen das Flugzeug senkrecht ruhte.

## Geschichte
Mitte der 1950er Jahre forschten die französischen Unternehmen Nord Aviation und SNECMA an einem Konzept für einen Senkrechtstarter. Bereits 1952 hatte SNECMA die Rechte an der Ringflügelbauweise vom Bureau Technique Zborowski (BTZ) erworben. Von 1955 bis 1957 wurden verschiedene Modelle und ein erstes bemanntes Muster (C.400 Atar Volant) erforscht, bis im April 1958 die C.450 Coléoptère (Coléoptère = Celeopter = Ringflügler) fertiggestellt wurde. Rumpf und Tragfläche waren von Nord Aviation, das Triebwerk und einige Kontrollelemente konstruierte SNECMA. Der erste  gefesselte Schwebeflug fand am 17. April 1959 statt, dabei war das Flugzeug mit einem Drahtseil an einem Mast befestigt, um bei einem Kontrollverlust nicht verlorenzugehen. Der erste freie Schwebeflug gelang bereits am 3. Mai des gleichen Jahres und dauerte drei Minuten und 38 Sekunden.
Während des neunten Testflugs am 25. Juli geriet die Maschine bei einem versuchten Übergang zum Horizontalflug außer Kontrolle. Der Pilot Auguste Morel musste in einer Höhe von unter 50 Metern mit dem Schleudersitz aussteigen und wurde schwer verletzt. Die Maschine wurde völlig zerstört. Nach diesem Rückschlag wurde das Programm eingestellt.

## Technische Daten
| Kenngröße                   | Daten                                                           |
| --------------------------- | --------------------------------------------------------------- |
| Hersteller                  | Snecma und Nord Aviation                                        |
| Durchmesser des Ringflügels | 3,20 m                                                          |
| Länge des Ringflügels       | 3,00 m                                                          |
| Gesamtlänge                 | 8,02 m                                                          |
| Startmasse                  | ca. 3000 kg                                                     |
| Besatzung                   | 1                                                               |
| Höchstgeschwindigkeit       | keine Angaben                                                   |
| Dienstgipfelhöhe            | keine Angaben, die maximal erreichte Höhe betrug etwa 900 m.    |
| Reichweite                  | keine Angaben                                                   |
| Triebwerke                  | 1 × Strahltriebwerk Snecma Atar 101E.V mit ca. 36 kN Standschub |